# Бжезины (гмина, Бжезинский повет)
Бжезины (пол. Brzeziny) — гмина (волость) в Польше, входит как административная единица в Бжезинский повет, Лодзинское воеводство.